# Savigneux (Loara)
Savigneux – miejscowość i gmina we Francji, w regionie Owernia-Rodan-Alpy, w departamencie Loara.
Według danych na rok 1990 gminę zamieszkiwało 2391 osób, a gęstość zaludnienia wynosiła 125 osób/km² (wśród 2880 gmin regionu Rodan-Alpy Savigneux plasuje się na 368. miejscu pod względem liczby ludności, natomiast pod względem powierzchni na miejscu 539.).

## Zabytki[1]
- Zamek Montrouge, od 1990 roku wpisany na listę zabytków
- Zamek Merlieu
- Dwór Vaure
- Kościół parafialny Notre-Dame-de-l'Assomption